# کلاه حصیری

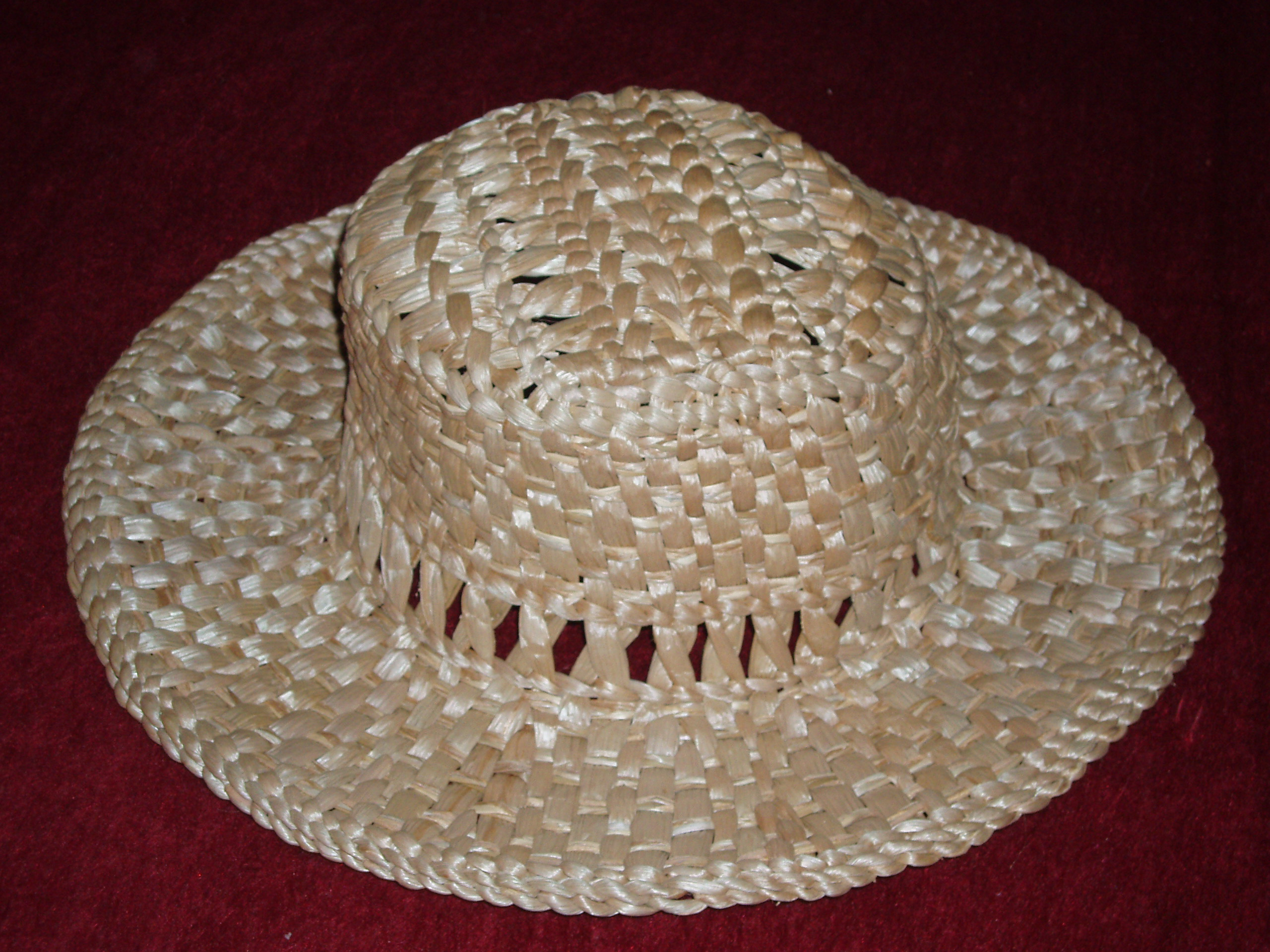
کلاه حصیر نی سنتی اوکراین.

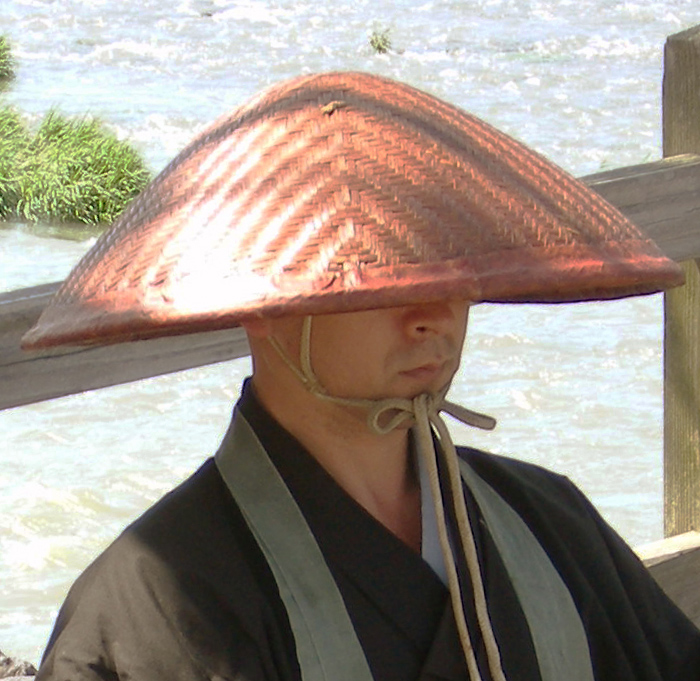
کلاه حصیری از جنس نی که توسط یک راهب بودایی ژاپنی پوشیده شده‌است

کلاه حصیری (به انگلیسی: Straw hat) کلاهی است که از جنس کاه، نی یا ساقه گیاهان یا بافت‌های درختان مانند برگ نخل بافته می‌شود. معمولاً این نوع کلاه برای محافظت از سر در مقابل نور خورشید و گرمازدگی، طراحی شده‌است اگر چه این نوع کلاه بارها به عنوان یک عنصر تزئینی در مد به کار رفته‌است.

## مواد
برای ساخت این نوع کلاه از الیاف زیر می‌شود:
- نی گندم
- نی چاودار: برای کلاه‌های سنتی کاهلی استفاده شده در میان دهقانان بلاروس، جنوب غربی روسیه و اوکراین مورد استفاده قرار می‌گیرد.
- توکیلا نی: فیبر انعطاف‌پذیر و بادوام، که اغلب در اکوادور برای ساخت کلاه استفاده می‌شود، که به عنوان کلاه پانامایی معروف است.[۳]
- نی بونتال/ پارابونتال: از برگ‌های خشک نخل یا ساقه درختنخل کاکلی تهیه می‌شود.
- نی باکو: ۱x۱ بافته شده، ساخته شده از ساقه‌های جوان نخل تالیپوت از ملابار و سیلون،
- کنف بافته،
- نخل رافیا،
- نی شنتونگ: از کاغذهایی با کارایی بالا ساخته شده‌است که برای تقلید از نی با رشته‌های کاغذی بافته می‌شود، در گذشته‌های دور از بونتال ساخته می‌شده‌است
- نی تویو: واشی، سلفون با روکش سلفی،
- نی بنگورا: ساخته شده از درجه پایین واشی،
- نوارهای کاغذی: ساخته شده از رشته‌های مختلف کاغذ از ابریشم مصنوعی از گیاهان مختلف (سوئیس Paglinastraw)، (ابریشم، کاغذ برنج)،
- سیسال / پارازیتال(2x2 سیسال بافته شده)،
- علف دریایی (شیان)،
- نی ویسکا: نی مصنوعی ساخته شده توسط نخ ریسی ویسکوز در یک رشته صاف و بافته شده، بافته شده یا بافتنی و مخصوصاً برای کلاه‌های زنانه،
- نی راش:نوعی نی ضخیم، سفت، مورد استفاده برای تولید کلاه ارزان برای حفاظت کشاورزان از نور خورشید گاهی، از سازو ساخته می‌شود[۴]
- چتایی،
- آباچا: (برای کلاه‌های سینامی)
- رامی،
- نی مصنوعی، نوعی نی: ساخته شده ازپلی‌پروپیلن، پلی اتیلن یا از ترکیب‌های مختلف آکریلیک، PP , PE، پلی استر.
- سایر الیاف نی که بیشتر در کلاه‌های مخروطی آسیا مورد استفاده قرار می‌گیرند، از نخل‌های مختلف (نخل کاکلی، خیزران، نخل (سرده))، برگ‌های نیشکر، بامبو و کاه برنج ساخته می‌شوند.
- نی تراشه: از کاج سفید، صنوبر لومباردی، یا بید سفید، به شکل سنتی مورد استفاده قرار می‌گیرد، اما بسیار رایج شده‌است.

## تولید
انواع مختلفی از کلاه‌های حصیری وجود دارد، اما به هر حال همه آنها با استفاده از نوعی محصولات فیبر بافته می‌شوند. بسیاری از این کلاه‌ها به روشی مشابه کلاه‌های نمدی ساخته می‌شوند. مواد اولیه توسط بخار یا با فروبردن در آب گرم نرم می‌شوند و سپس با دست یا با استفاده از قالب کلاه به کلاه تبدیل می‌شوند. کلاه‌های بافته شده با نی ظریفتر با بافت تنگتر قیمت گرانتری دارند. از آنجایی که برای بافتن کلاه بزرگتر، زمان بسیار بیشتری لازم است، پس گرانتر هستند.

## تاریخچه
کلاه‌های حصیری پیش از قرون وسطی، تابستان در اروپا و آسیا پوشیده شده‌اند و از آن زمان تا کنون کمی تغییر کرده‌اند. بسیاری از آنها در مینیاتورهای معروف مانند ساعات خوش دوک دوبری دیده می‌شوند، که توسط همه اقشار، اما بیشتر توسط مردان پوشیده می‌شوند.

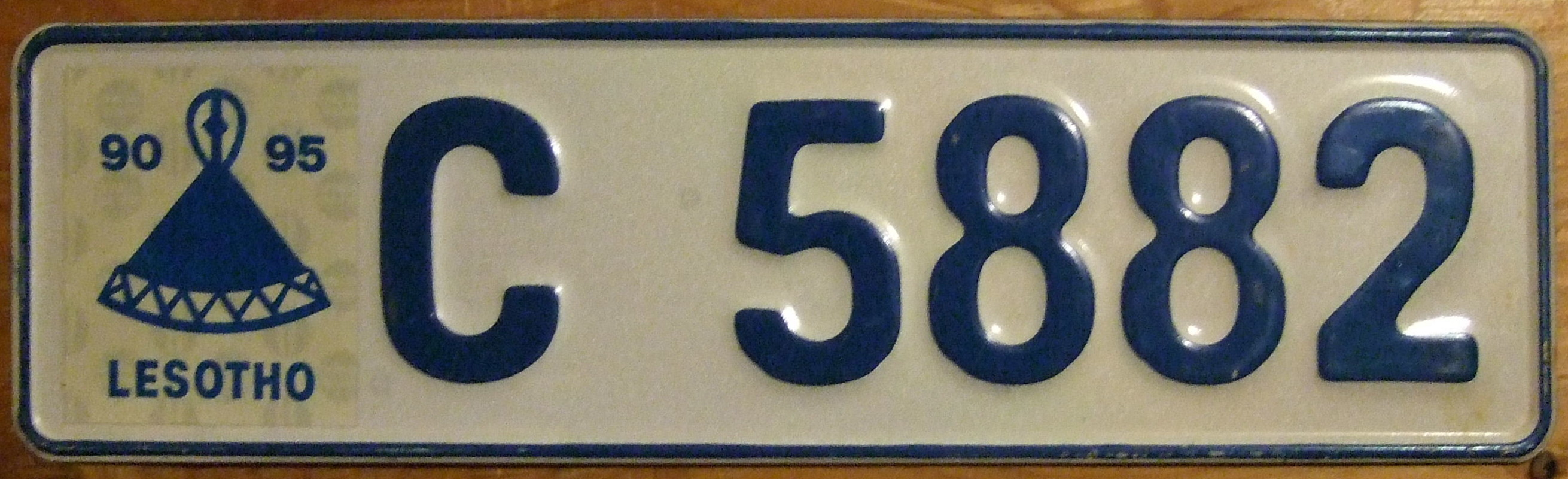
پلاک لسوتو، دارای یک مکرولو است

مکرووتلو، یک طرح محلی از یک کلاه حصیری است، سمبل ملی مردم باتوتو و لسوتو، و ملت لسوتو می‌باشد. ضمناً در پلاک‌های آن کشور استفاده شده‌است.
رئیس‌جمهور تئودور روزولت در بازدید از کانال پاناما به معروف کردن کلاه پاناما کمک کرد. روزولت با انتشار یک سری عکس در محل ساخت کانال پاناما در سال ۱۹۰۶، از جاذبه طبیعی خود برای این تبلیغ عمومی استفاده کرد.

## انواع کلاه‌های نی
- کلاه بواتر - یک کلاه حصیری رسمی با یک سطح صاف.
- کلاه بونتال - یک کلاه کاهی سنتی نیمه رسمی یا غیررسمی از فیلیپین است که از الیاف بانتال ساخته شده‌است
- کلاه مخروطی - کلاه قدیمی که در درجه اول توسط کشاورزان در جنوب شرقی آسیا پوشیده می‌شود.
- کلاه پاناما - یک کلاه خوب و گران‌قیمت که در اکوادور ساخته می‌شود.
- سالاکوت - یک کلاه گرد مخروطی یا گرد معمولی که معمولاً از چوب خیزران در فیلیپین ساخته می‌شود.

## آلبوم عکس

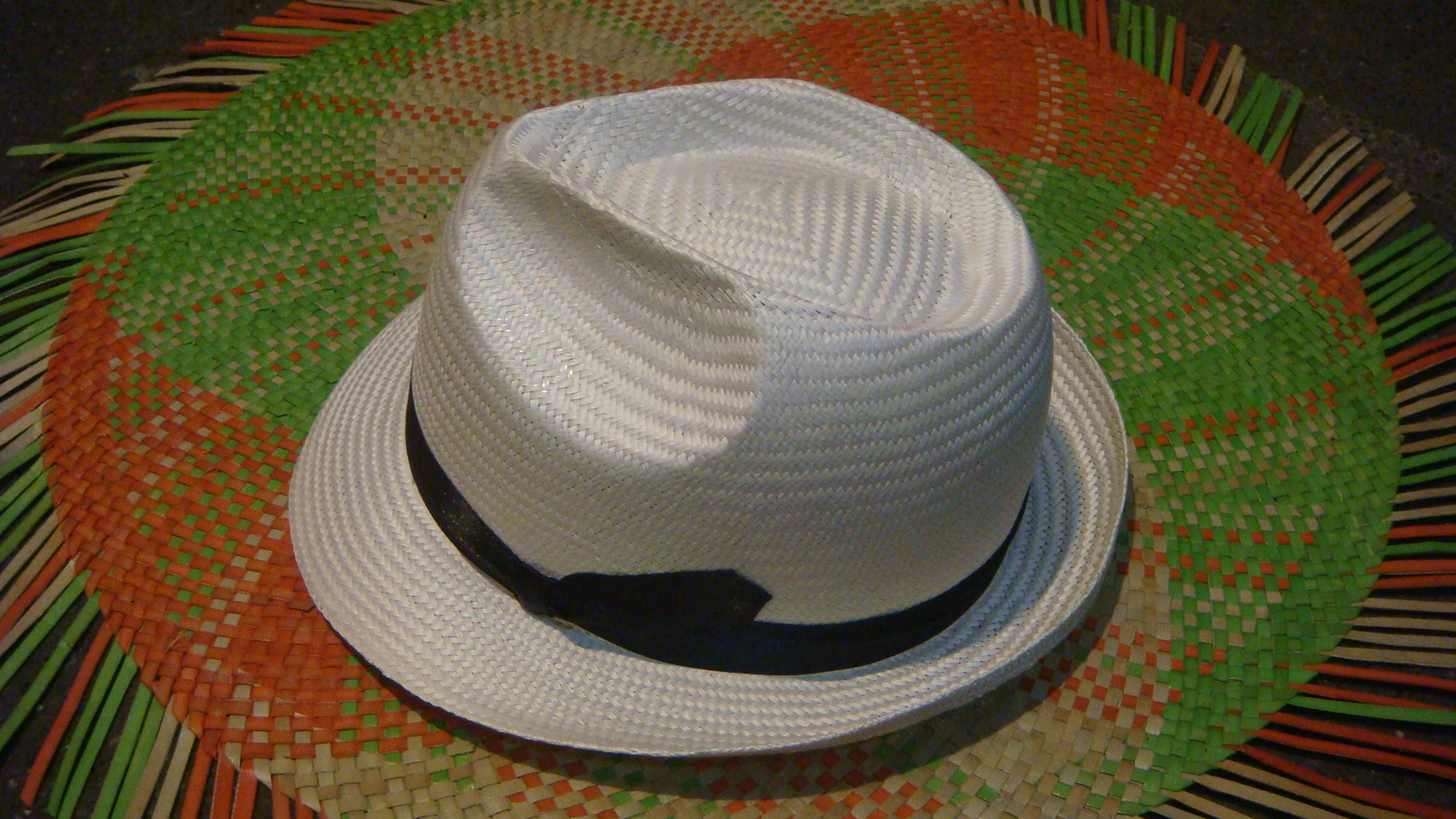
کلاه بونتال - فیلیپین
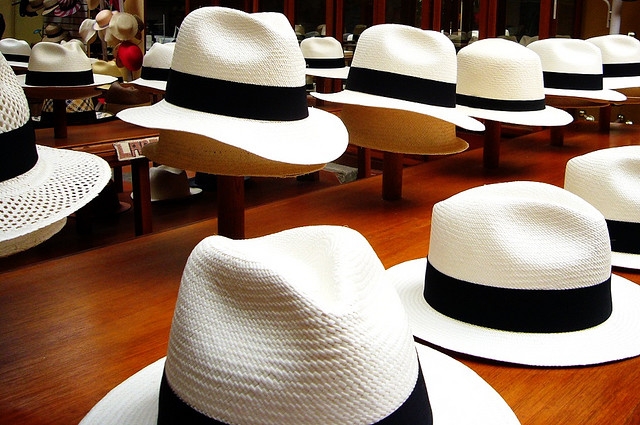
کلاه پاناما از کوئنکا، اکوادور
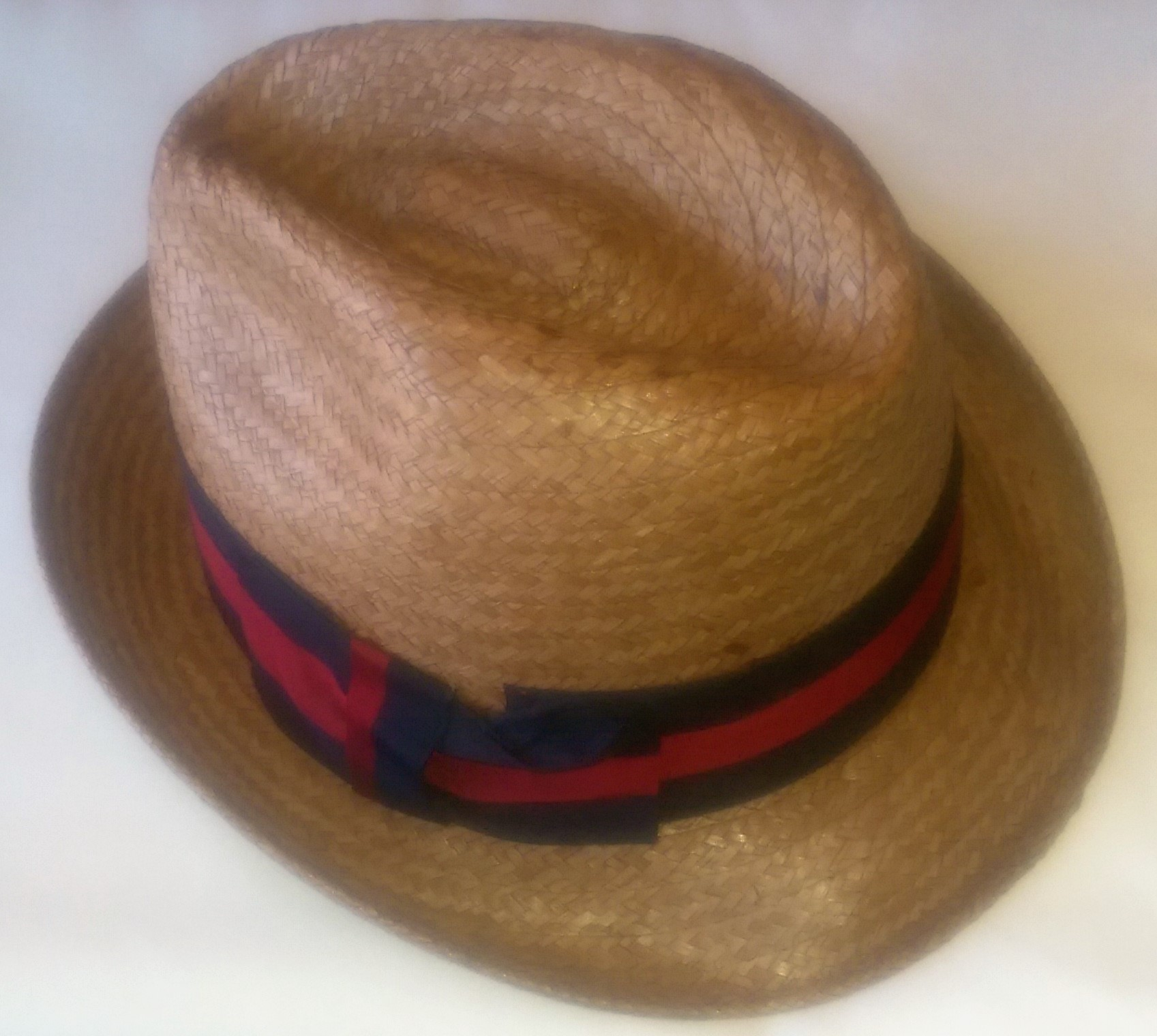
کلاه حصیری فدورا (۱۹۶۰) از شرکت بین‌المللی کلاه، در ایالات متحده
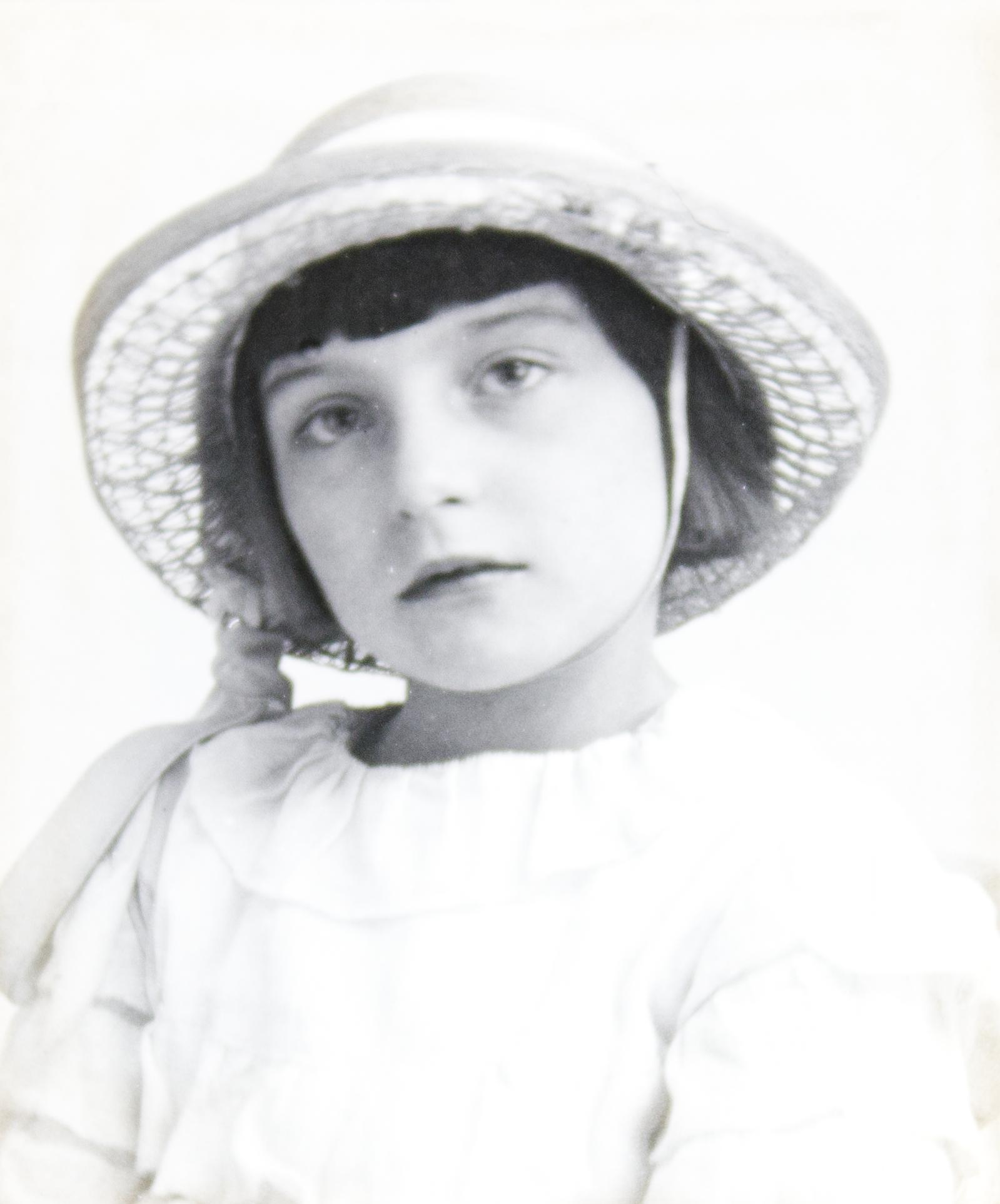
کودکی که کلاه حصیری دارد. به شکل حرفه ای سال ۱۹۲۸ تصور برداری شده در شیلدز جنوبی، انگلستان قابل مشاهده است.
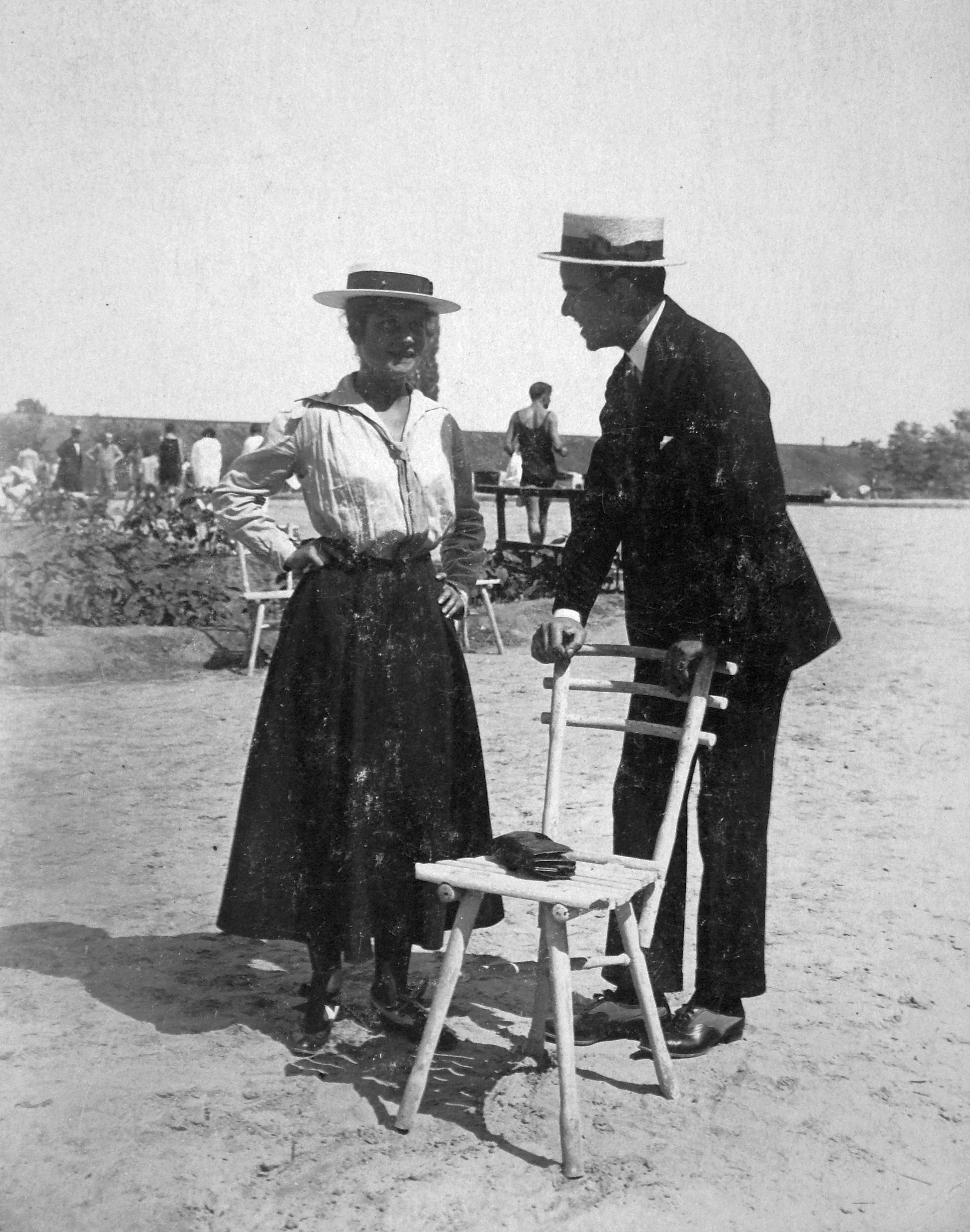
عکسی که در سال ۱۹۱۲ به تصویر کشیده شده‌است که یک زن و مرد را با کلاه‌های حصیری نشان می‌دهد
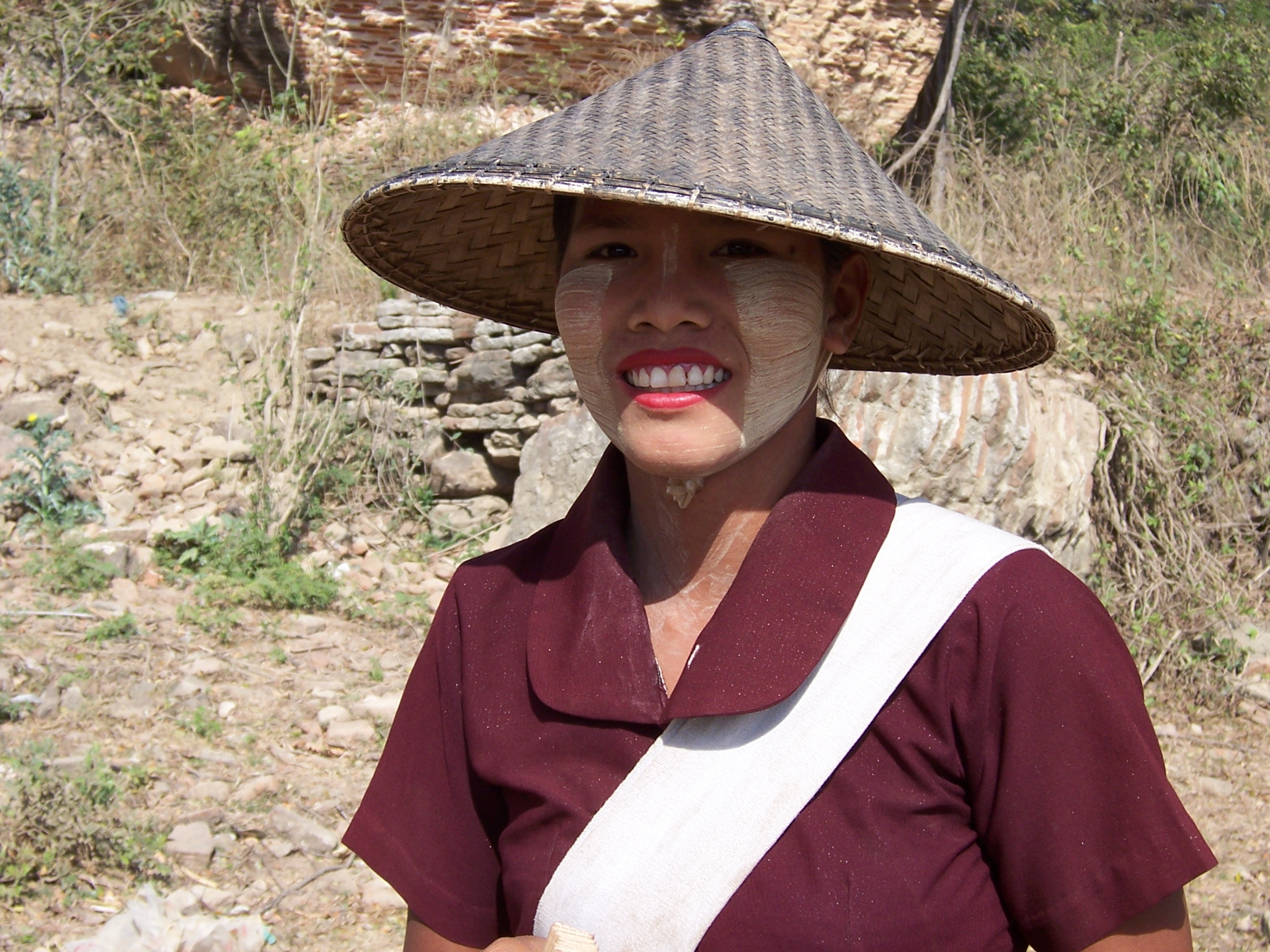
کلاه مخروطی آسیایی در میانمار
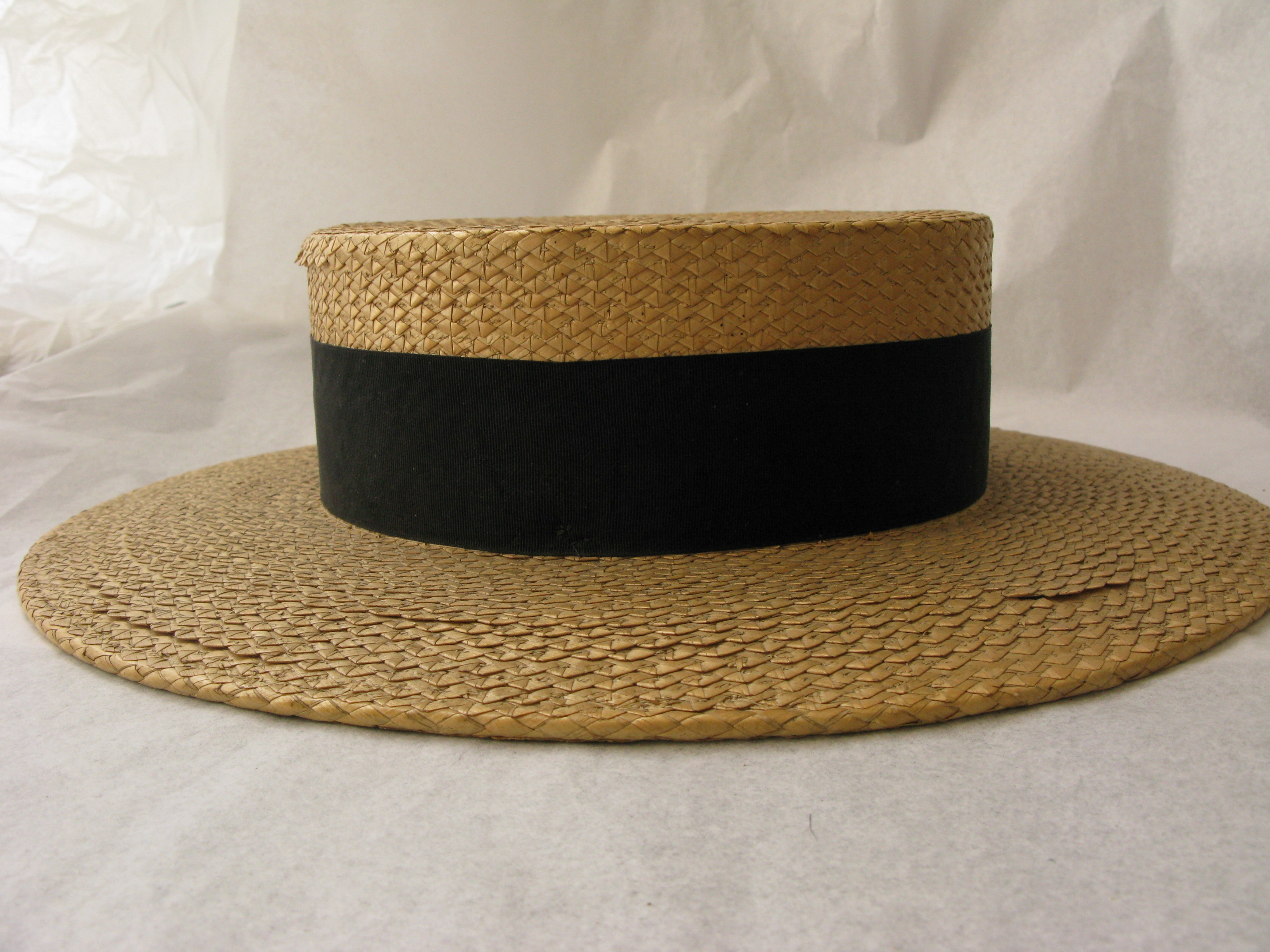
کلاه بواتر

## هنر
در آثار هنری تولید شده در قرون وسطی، پس از لباس‌های شیک، احتمالاً دیدنی‌ترین چیز کلاه‌های حصیری است که تاکنون در مردان غربی دیده شده‌است، به ویژه آنهایی که در پرتره آرنولفینی ۱۴۳۴ توسط یان وان آیک (قد بلند، سیاه رنگ) و بوسیله سنت جرجیس پوشیده شده‌است. جورج در نقاشی از پیزانلو با همان تاریخ (سمت چپ). در اواسط قرن ۱۸ میلادی، خانمهای ثروتمند شیک پوشی را به تصویر کشیده که به عنوان دختران کشوری با یک کلاه حصیری با لباس محلی به نمایش گذاشته‌است. 

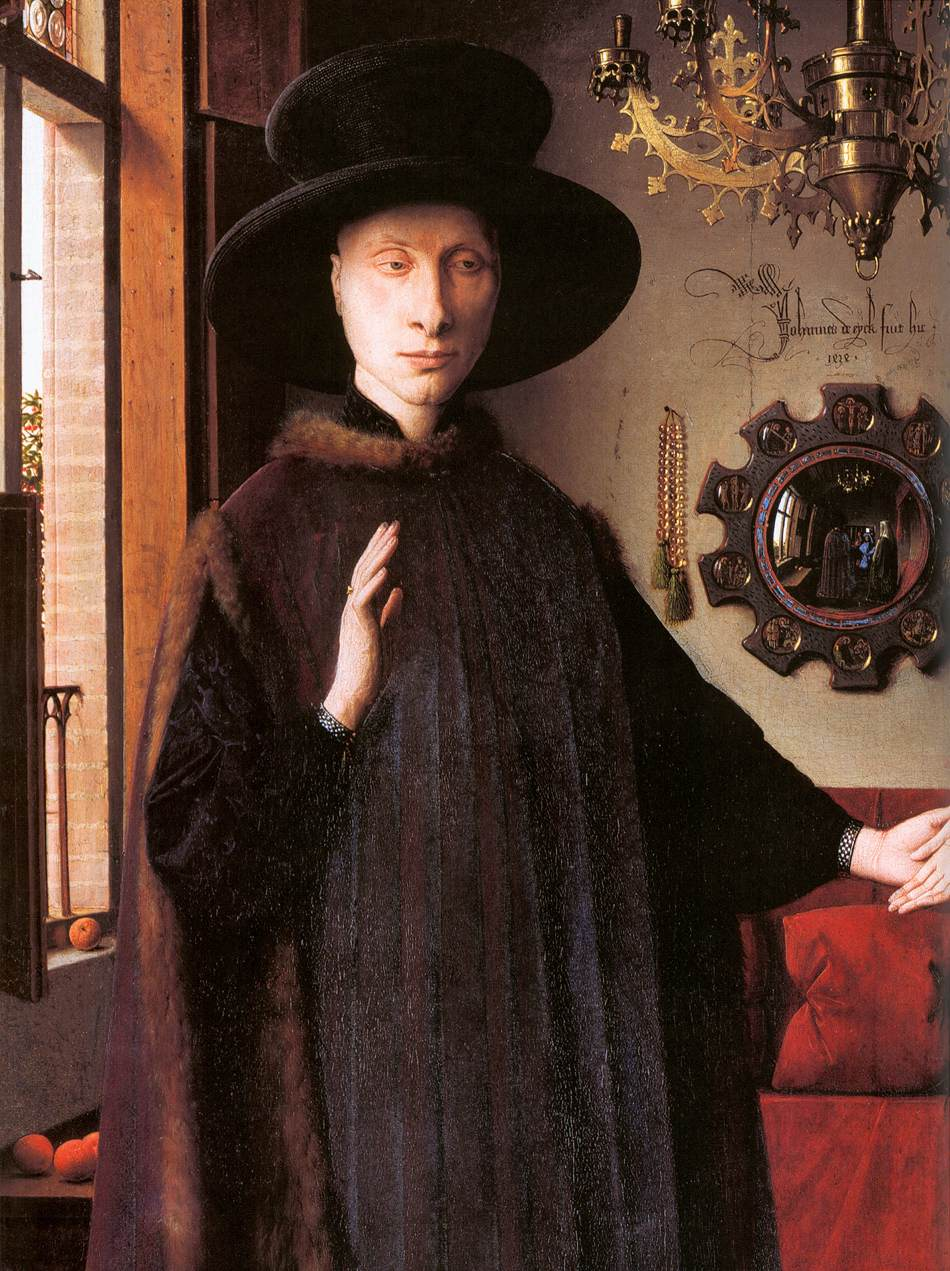
پرتره آرنولفینی (جزئیات) اثر جان وان ایک
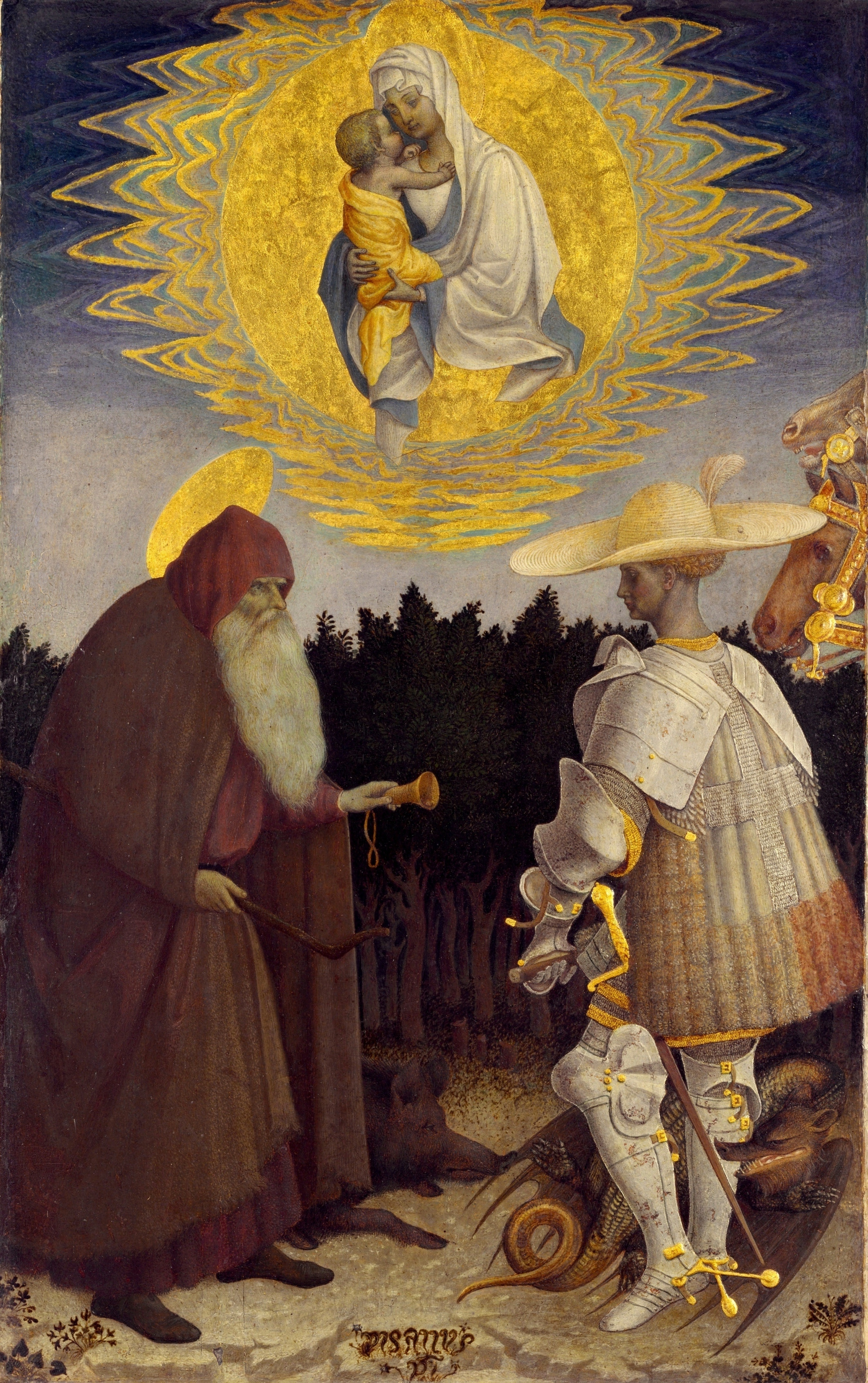
نقاشی باکره و کودک با مقدسین جورج و آنتونی توسط پیزانلو
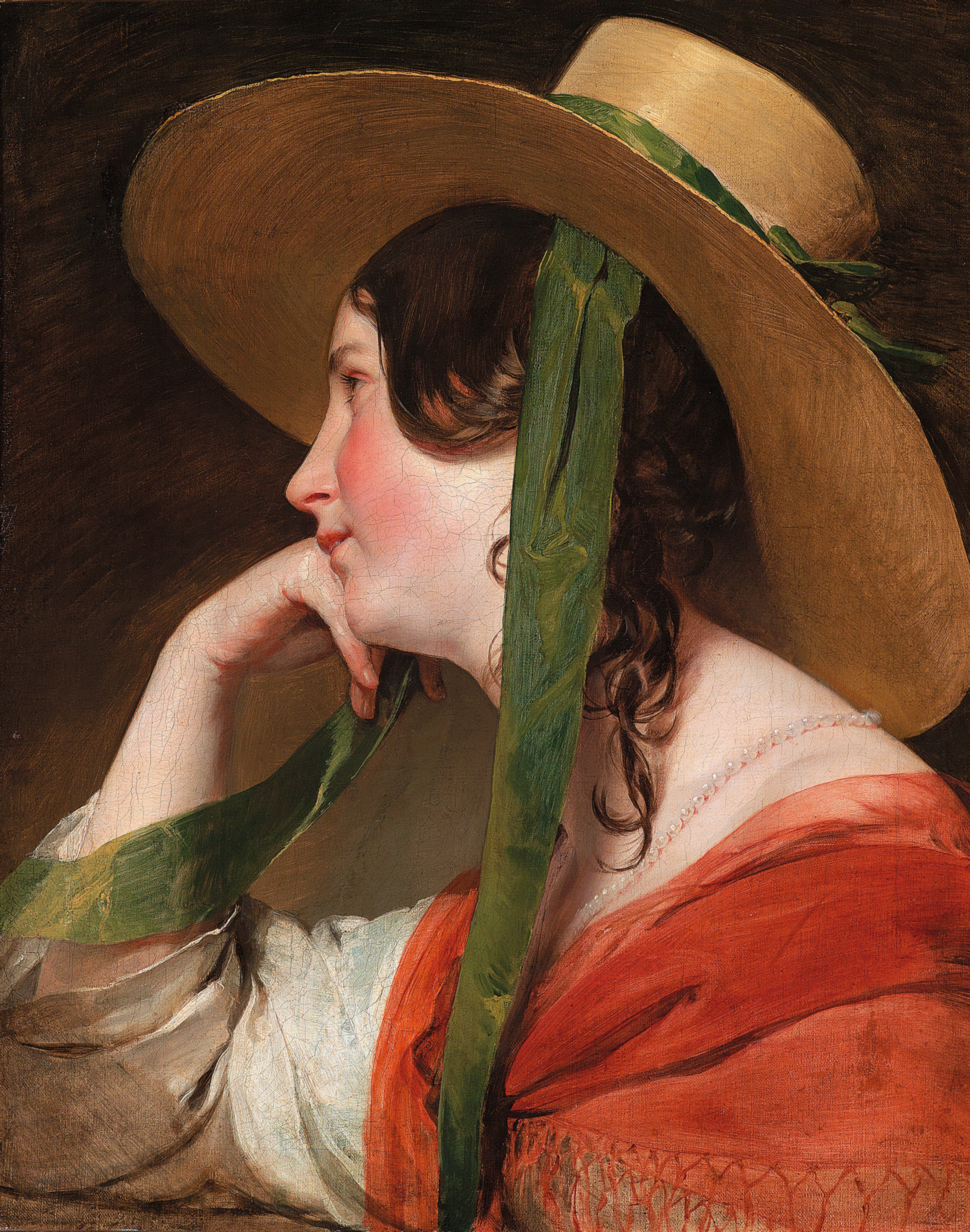
دختر با کلاه نی توسط فردریش فون آملینگ
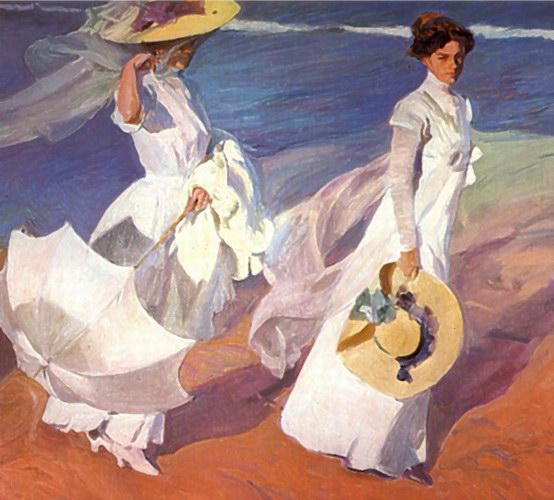
قدم زدن در ساحل توسط خواکان سورولا
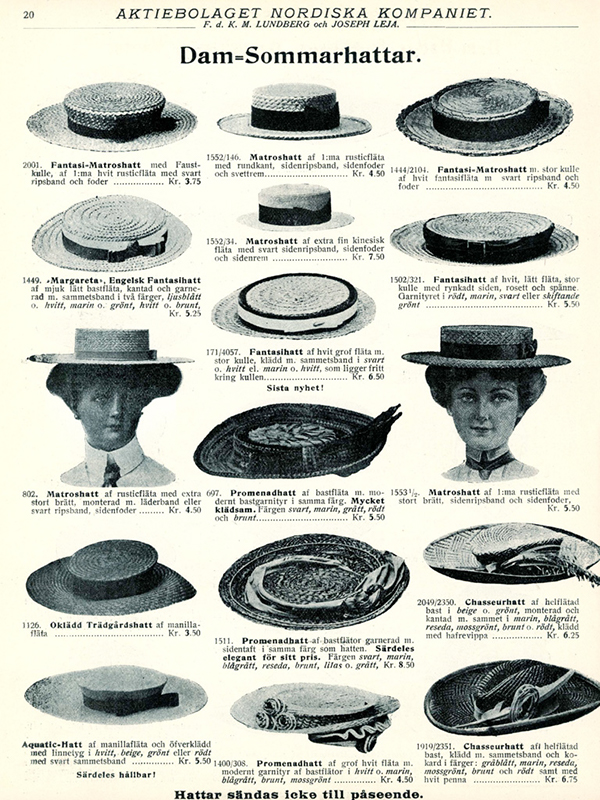
تبلیغ برای کلاه‌های حصیری بانوان
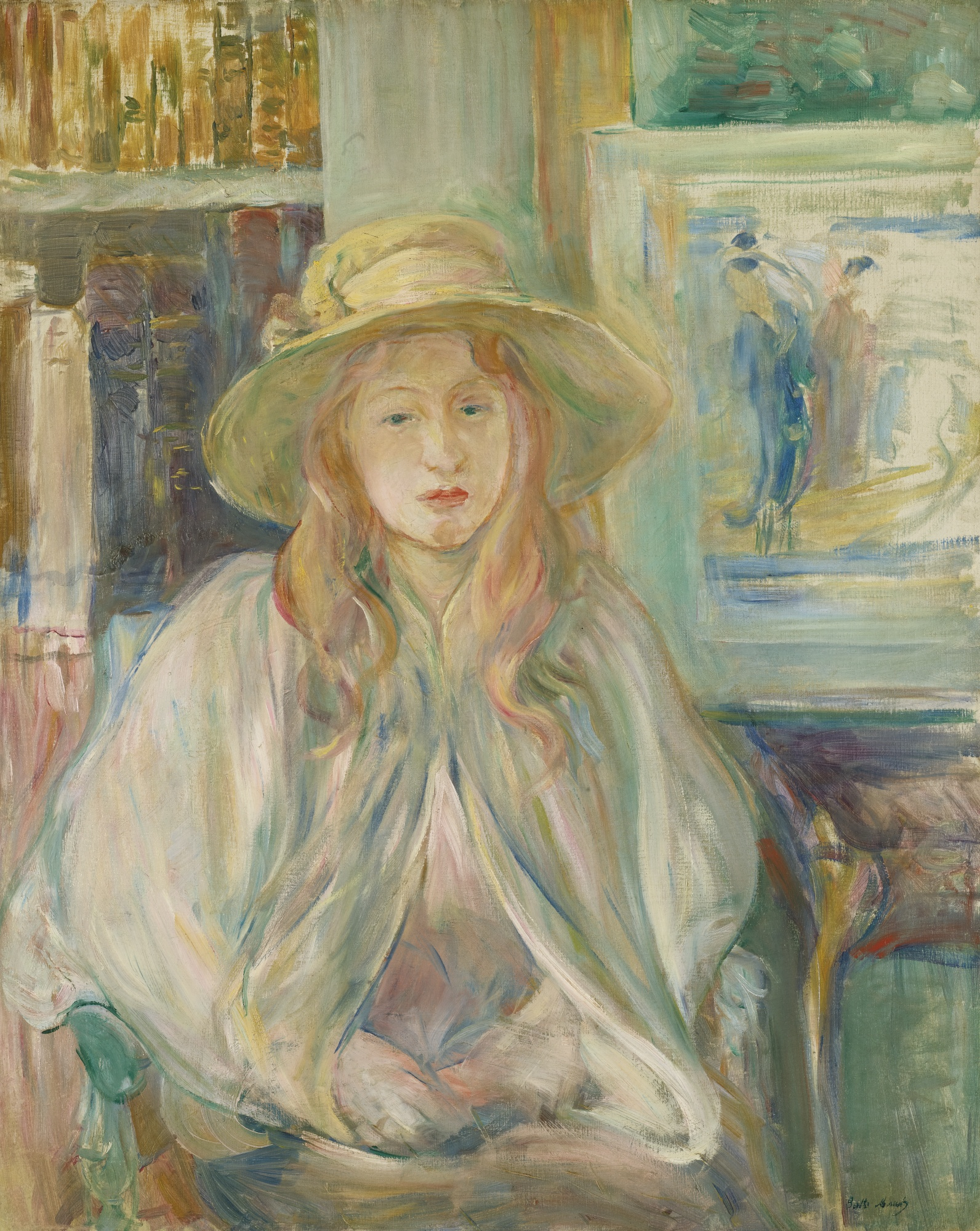
دختر بچه‌ای با کلاه حصیری، توسط برت موریسوت (۱۸۹۲).